# 李真 (1918年)
李真（1918年—1999年5月25日），江西永新县蓮洲鄉黃門坊人，中国人民解放军开国少将、书法家。中國共產黨第十次全國代表大會代表。

## 生平
1930年加入中国共产主义青年团，1932年参加中国工农红军任紅六軍團卫生部军医、衞生部醫務科政治指導員。1933年转入中国共产党。抗大二期学员。
抗戰時期任八路軍第一二0師第三五九旅第七一七團醫生，第七一八團主治醫生，冀中軍區特務團衞生隊隊長，冀中人民自衞軍衞生部政治委員，冀中軍區警備旅衞生部部長兼政治委員，晉察冀軍區第三軍分區衞生部部長。
解放戰爭時期任冀察军区衞生部副政治委員、政治委員，察哈爾軍區察南軍分區（第6军分区，司令员纪亭榭，政委杨士杰）政治部主任，晋察冀野戰軍第三縱隊第九旅（旅长陈坊仁，政委蔡长元）政治部主任，第十九兵團第六十三軍第188師（师长宋玉琳、张挺、刘光裕）政治委員。 
1951年2月，参加抗美援朝，任中国人民志愿军第六十三军第188师政委。1953年被授予朝鮮民主主義共和國二級國旗勳章和二級自由獨立勳章。1953年9月率部回国，1954年任中国人民解放军军事学院政治部幹部部部長，1958年，李真毕业于军事学院军事政治系，任第六十三军副政委。1960年任第六十五軍政治委員。1965年任中國人民解放軍防化學兵部政治委員，1969年中国人民解放军工程兵政治委員，1975年至1982年任總後勤部副政治委員。
1955年，授少将军衔。獲中華人民共和國三級八一勳章，二級自由勳章和二級解放勳章。战争年代五次负伤，被评为“二等甲级残废军人”。
1985年，大軍區正職離休。1988年，獲一級紅星勳章。

## 家人
夫人刘瑞言，1923年生，河北省安平县人。安平师范毕业。1938年参加八路军。1941年加入中国共产党。